# Katastrofa kolejowa w Getå
Katastrofa kolejowa w Getå (szw. Järnvägsolyckan i Getå) – katastrofa kolejowa w Szwecji w gminie Norrköping, w pobliżu wsi Getå. Miała miejsce 1 października 1918. W jej wyniku zginęło 41 osób (lub 42), co czyni ją największą katastrofą kolejową w historii Szwecji.
Przyczyną katastrofy było osunięcie się ziemi z nasypu kolejowego. Kilka minut później jadący z prędkością około 70 km/h pociąg wjechał na fragment torowiska na osuwisku. Pociąg składał się z lokomotywy F 1200 oraz dziesięciu wagonów. Jechał z Malmö do Sztokholmu. Po wjechaniu na fragment torowiska, pod którym osunęła się ziemia, lokomotywa oraz siedem wagonów spadło w dół w stronę zatoki Bråviken. Zginęło 41 osób spośród 120 podróżujących pociągiem (według innych danych spośród 170 lub 165).
Ofiary, z których część nie została zidentyfikowana, pochowano w zbiorowym grobie na cmentarzu w Norrköping.
Lokomotywa, mimo uszkodzeń, została wyremontowana i powróciła do eksploatacji. Obecnie znajduje się w Muzeum Kolejnictwa w Gävle.